# Thyrogonia hampsoni
Thyrogonia hampsoni är en fjärilsart som beskrevs av Sergius G. Kiriakoff 1953. Thyrogonia hampsoni ingår i släktet Thyrogonia och familjen björnspinnare. Inga underarter finns listade i Catalogue of Life.